# 京都情报大学院大学
京都情报大学院大学（日语假名：きょうとじょうほうだいがくいんだいがく）（英文：The Kyoto College of Information Science and Technology，简称KCGI）是受到日本文部科学省承认的，日本第一所IT专业技术研究生院，其前身为京都计算机学院（Kyoto Computer Gakuin，简称KCG）。自1963年创立以来，KCG一直致力于推动计算机教育，并在此过程中培养了大量的IT专业人才，并通过与全球多个国家和地区的学术及教育机构合作，KCG促进了计算机科学和信息技术领域的知识交流与技术传播。
1998年起，KCG与美国罗彻斯特理工学院研究生院（IT专业，计算机科学专业等）展开合作，共同开设了以实务型教育为目标的专业技术研究生院教育体系和教学课程。这一合作是日本第一所专门学校与美国研究生院之间课程合作的成功案例。
2004年，京都情报大学院大学正式成立，成为日本首家IT专业研究生院。学校的使命是培养具备高度实践能力和创新思维的专业人才，以满足社会需求促进行业发展。

## 沿革
- 1969年，前身京都计算机学院成立。
- 1976年，获得工业专门课程的批准。
- 1979年，京都计算机学院（鸭川校）、京都计算机学院（白河校）批准成立。
- 1983年，大型计算机中心啟用，订制3000台东芝计算机，并对全体学生实施免费借出制度。
- 1984年，京都计算机学院（百万遍校）成立。
- 1985年，京都计算机学院（京都站前校）、京都计算机学院（高野校）成立。
- 1987年，设立信息科学研究所，邀请世界遥感技术权威，京都大学名誉教授上野季夫博士为所长。
- 1988年，启动海外计算机支援活动（IDCE：International Development of Computer Education）项目。
- 1989年，创办京都计算机学院波士顿校。同时聘请罗切斯特理工学院（RIT）的罗伯特·B·克里斯纳教授，之后强化了美国罗切斯特理工学院和麻省理工学院（MIT）的关系网络。开始对发展中国家的计算机教育支援活动。
- 1995年，新设4年制信息工学专业。设立信息工学研究所，邀请信息工学的权威京都大学名誉教授萩原宏博士为所长。與美國罗切斯特理工学院合作開辦夏季短期交換留学项目。
- 1996年，与美国罗切斯特理工学院、中国天津外国语大学缔结为姊妹校。
- 1997年，与中国西安外国语大学缔结为姊妹校。
- 1998年，新设對接罗切斯特理工学院研究生院硕士国际信息处理科的留学课程。与中国首都师范大学缔结教育合作協定。
- 1999年，与中国天津科技大学设立中日合辦学科。
- 2001年，信息科学研究所和信息工学研究所合并，设立信息学研究所。
- 2002年，新设4年制信息学专业和對接罗切斯特理工学院的CS学科、IT学科。新设媒体工学专业RIT留学课程和信息处理专业RIT留学课程。与北京第二外国语大学缔结教育合作協定。
- 2003年，京都情報大学院大学成立。
- 2004年，受日本文部科学省“IT专业型研究生院”认可，开设信息技术研究科网络商务技术专业。开设AIS（Association for Information Systems：信息系统学会）日本支部（NAIS）事务局。与韩国高丽大学信息保护研究生院缔结学术交流協定。
- 2005年，与韩国电子通信研究院缔结事业交流協定。与捷克奥斯巴工科大学缔结友好合作協定。日本文部科学省认定京都计算机学院信息工学专业為高级专家学科。
- 2006年，与捷克奥斯巴工科大学、中国天津科技大学、中國大连外国语大学、中國福建师范大学、韩国济州国立大学共同缔结学术交流協定。信息工学专业被文部科学省認定為高级专家学科。被文部科学省整备事业选定为日韓网络合作校。
- 2007年，与中国南京工业大学缔结合作协定。与中国海洋大学缔结交流协定。
- 2008年，与捷克帕尔德维斯大学缔结学术教育交流协定。与中国天津科技大学开始举办短期交換留学计划和課程支持計劃。在课程支持計劃下，中国天津科技大学开设了中国第一个汽车控制专业。
- 2009年，与中国大连理工大学城市学院缔结有关共同教育项目协定。与中国大连海洋大学开始教育合作项目。与韩国济州产业信息大学缔结共同教育事业交流协定。
- 2010年，与韩国济州国立大学缔结进行了共同合作协定。
- 2012年，在北海道札幌、东京都港区开设分校。新开设商务内容课程。
- 2014年，和中國上海建橋學院啟動聯合教育計劃。5个学科被文部省科学大臣认定为“职业实践专业课程”。“网络京都研究所”被京都府认定为KICK研究事业第一号。
- 2015年，與中國四川師範大學國際教育學院啟動聯合教育計劃。和京都府缔结了有关联合合作的相关协定。与古野电气株式会社缔结产学联合协定。
- 2016年，與中國浙江傳媒學院啟動聯合教育計劃。设立日本应用信息学会（NAIS）。新设次世代产业课程。和京都府警签订了关于对应处理网络空间威胁的人才培养协定。被NPO法人LPI-Japan认定为HTML-5学术校。
- 2017年，與中國上海應用技術大學啟動聯合教育計劃，与日本联合株式会社共同开设了“未来环境实验室”。新设媒体合作课程。与格拉维斯·阿基德公司缔结签订了ERP共同研究的合同。
- 2018年，與中國河海大学文天学院啟動聯合教育計劃。
- 2019年，與中國南京理工大学紫金学院、中國江蘇海洋大学、越南河内國家大學理工學院締結教育合作協定。
- 2020年，與越南峴港大學，越南順化大學，越南河内國家大學人文社会科学學院締結教育合作協定。

## 研究和教育

#### 研究生院
- 应用信息技术研究生院
  - 网络商务技术方向
    - 网络业务技术课程
    - 网络系统开发课程
    - 动漫商务课程

### 教育
- 日本科学技术振兴机构数理科学教师指导力提升培训计划
- 「「模型化和模拟」以及「多媒体活用」の研修」 - 2007年度、2008年度通过
- 德国SAP的ERP，作为教材软件使用，在校学生可以参加通过SAP认证的企业顾问考试（FI）。
- 国际战略设计研究所在日本国内提供的MOT·MBA评级，MOT（53门课程）和MBA（64门课程）中位列第二（2008年3月31日)。
- 东洋经济周刊10月27日特大号（2012年）「真正強的大学〜私立大学财务实力排名」中「成长度」分野中大约全国620所私立大学中第一名的评价。「财政宽裕度度」分野中是第12位、「财务实力強的私立大学综合排行榜」是第21位

## 設施
- 百万遍校：京都市左京区京都，京都府田中门前町。

- 京都站前校：京都市南区西九条寺前。

- 札幌校：札幌市中央区札幌大通西5丁目11番地大五大楼7层。

札幌校于2012年4月开设，是京都情報大学院大学第一次在京都以外的地方开设校区，札幌校在Dejikku公司内开设，学生可以进行实时的电脑学习。校長由Dejikku社长北海道情报系统产业协会（HISA）会长中村真规教授（实务教员）就任、进行现场教学。
- 东京校：东京都港区元麻布3-1-35 c-MA3 A栋 4层。

東京校於2012年10月开设，作为京都以外的校区，它是札幌校之后的第二个。
东京校设立在人类传媒有限公司，学生可以进行实时的电脑学习。人类传媒有限公司社长森田正康作为京都情報大学院大学教授来运营主导东京校、进行现场教学。

## 友好學校
- 国内
  - 产业技术大学院大学（公立大学法人东京都立大学）

- 韩国
  - 高丽大学信息管理工程研究生院（元信息保护研究生院）
  - 济州国立大学
  - 韩国电子通信研究院

- 中华人民共和国
  - 天津科技大学（Web （页面存档备份，存于））
  - 大连外国语大学
  - 福建师范大学（Web （页面存档备份，存于））
  - 南京工业大学（Web （页面存档备份，存于））
  - 中国海洋大学（Web （页面存档备份，存于））
  - 西安外事学院（Web）
  - 长春大学光华学院
  - 浙江宇翔外国语职业学院（Web）

- 捷克共和国
  - 奥斯特拉瓦技术大学（Web）
  - 巴尔杜比采大学（Web）

- 越南
  - FPT公司（The Corporation for Financing and Promoting Technology）

- 莫桑比克
  - 莫桑比克信息与通信学院（Web）